# Divadelní studio Paradox
Divadelní studio Paradox byla brněnská multikulturní scéna jejímž provozovatelem bylo Divadlo Za hradbami se sídlem v Olomouci. Spoluzakladatelkou, dramaturgyní a uměleckou vedoucí byla Simona Petrů.  Svou činnost zahájilo studio dvoudenním hudebním a divadelním festivalem PARADOX FEST v roce 2014  a ukončilo ji na jaře v roce 2019. V současné době je na místě Divadlo Za hradbami. Scéna se nacházela v Křížové ulici, nedaleko Mendlova náměstí v Brně. 

## Historie
Na místě Divadelního studia Paradox fungoval do roku 2012 multižánrový klub Palác Prigl zahrnující hernu, bistro a kulturní centrum. Ve stejném objektu vzniklo 11. září 2013 prostřednictvím občanského sdružení Argo Navis Divadlo Krajiny, které zahájilo divadelní činnost premiérou Pavla Trtílka Sestřičky v režii Juraje Augustina. Divadlo se orientovalo na představení exteriérová a také plenérová. Hra Sestřičky měla již dříve plenérovou premiéru v brněnských Lužánkách.   Svou činnost ukončilo již v červnu roku 2014.  V nové divadelní sezoně vzniklo z „touhy dělat v Brně moderní divadlo a dávat prostor i amatérským hercům, režisérům a studentům“ divadelní studio Paradox. Bylo založeno lidmi původně seskupenými v Divadle v 7 a půl.

## Poetika a dramaturgie
Divadelní studio Paradox nemělo stálý soubor, mělo však zřetelnou dramaturgickou koncepci. Zásadní dramaturgickou snahou Divadelního studia Paradox bylo propojování uměleckých snah z různých odvětví. Divadelní studio si kladlo za cíl spojovat protiklady a nabízet autorské a autentické vyjádření skrze divadlo, hudbu a výtvarné umění. Konkrétním cílem spolku byla podpora a propagace nezávislé kulturní činnosti – zejména podpora divadelních, multimediálních a hudebních projektů. Vedlejší hospodářskou činností bylo provozování divadelního klubu, který byl otevřen divákům i umělcům.  
Činnost studia byla velmi rozmanitá, nabízela divadelní představení, hudební koncerty, umělecké výstavy, literární a taneční večery a významná byla účast na festivalech. Divadelní studio bylo nezávislým kulturním centrem a fungovalo především jako stagiona. 
V roce 2018 se studio stalo stálou domovskou scénou „bio divadla“ Napříč.cz. Pravidelně také spolupracovalo s divadly V karanténě, Divadlo P.U.D., klubem Bajkazyl, divadlem Vtahu. Vstříc vycházelo také studentům Janáčkovy akademie múzických umění, Střední škole uměleckoprůmyslové v Brně a Fakultě výtvarného umění VUT. Studenti zde mohli prezentovat se projekty.

## Cíle nezávislého kulturního centra
Koncept nezávislých kulturních center jako bylo Divadelní studio Paradox sleduje obvykle následující priority. Studio je alternativou ke kulturnímu mainstreamu, poskytuje prostor pro „nové“ umění, pomáhá vytvářet prostor ke kvalitnější kulturní výměně a komunikaci a vzdělává diváka/občana.  
Od roku 2017 bylo studio zapsaným spolkem, předsedkyní spolku byla zvolená umělecká vedoucí Simona Petrů, nejvyšším orgánem byla valná hromada složená ze členů spolku.  
V roce 2019 získalo studio grant z dotačního projektu města Brna.

## Spolupráce s festivaly
Druhou nejčastější aktivitou studia byla účast na festivalech. Od svého založení také spolupořádalo brněnskou část festivalu …příští vlna/next wave… Dále spolupracovalo s Festivalem francouzského divadla a Festivalem Amatérského divadla. Studio se také angažovalo v rámci festivalu orientálních kultur Nad Prahou půlměsíc, pořádalo brněnskou odnož nazvanou Nad Brnem půlměsíc.  Z mezinárodních festivalů hostilo Noisefest, festival experimentální hudby a performance.

## Inscenace v Divadelním studiu Paradox
Mezi nejúspěšnější inscenace patřili Daemoni, Zasnoubené se smrtí, Diagnóza Hamlet, Cesta pěvců a Odmocnina z Havla.

### Daemoni
První autorská premiéra se uskutečnila v sezoně 2014/2015 v režii Zuzany Patrákové podle scénáře Simony Petrů. Derniéra se konala v prosinci 2015.  Inscenace byla inspirovaná životem teatrologa a dramaturga Bořivoje Srby a spisovatele Jiřího Mahena. Název byl inspirovaný povídkou Jiřího Mahena, která se zaobírá rozpory v duši umělců. Autoři chtěli poukázat na to, že Jiří Mahen a Bořivoj Srba každý ve své době brněnské divadlo výrazně formovali a ovlivnili.

### Zasnoubené se smrtí
Inscenace měla premiéru 17. října 2015. Hru napsala Simona Petrů na motivy knihy novináře Luďka Navary Na útěku novináře. Hra se zabývá osudy žen, které jsou spojeny s pilotem RAF Josefem Bryksem. Ten byl po návratu do Československa zatčen a umučen komunistickým režimem. Jeho první žena byla Marie Černá, která byla obviněna z kolaborace s nacisty. Druhou ženou byla Trudi Deller, která bojovala za očištění jména svého muže. Třetí ženou byla dcera Josefa Brykse Sonia Bryksová. Poslední ztvárněnou postavou je Irena Bernášková, žena, která převáděla přes hranice prchající letce. Inscenace byla o „nezlomnosti, odvaze a lásce žen, které bezmezně stojí za každým hrdinou."

## Divadelní klub
Divadelní studio Paradox mělo také vlastní klub otevřený denně. Účelem klubu byla podpora hlavní činnosti. 